# 大阪合同薬品
大阪合同薬品株式会社（おおさかごうどうやくひん）は、大阪府大阪市平野区加美東3-2-21に本社を置く、主に医薬品・医療機器の卸売りを扱う企業であった。現在は東邦薬品の連結子会社「合同東邦」である。

## 概要
- 代表取締役社長 嶋瀬修
- 代表取締役専務 中坪淳晏
- 取締役  渋川雅敏
- 取締役 濱田矩男
- 資本金 3,000万円
- 従業員 130人（平成15年3月）
- 年商 137億円（平成16年実績）

## 沿革
- 昭和31年3月3日設立
- 平成13年6月　奈良県奈良市の「木下薬品・年商102億円（平成16年実績）」と業務提携
- 平成17年1月1日東邦薬品と株式交換し「合同東邦」と商号変更
  - 東邦薬品の大阪府と兵庫県における医薬品等の営業圏を譲受

## 主な取引メーカー
- 塩野義製薬
- エーザイ
- 藤沢薬品
- 第一製薬
- 山之内製薬
- 中外製薬

## 営業所
- 奈良支店
- 寝屋川営業所

## 大株主（全株・60,000株）
- 塩野義製薬 50%
- 嶋瀬修 38.9%
- 社員持株会 6.1%
- 山村敏彦 3.0%
- 阿波谷雅美 1.8%
- 布野彰男 0.3%

## 東邦薬品との株式交換比率
- 株式交換契約締結　平成16年10月25日
- 株式交換日　平成17年1月1日
- 株式交換比率　東邦薬品1株:大阪合同薬品14.269株
- 交付する株数　856,140株は全て新株発行